# Clarence Derwent Award
Les Clarence Derwent Awards sont des récompenses données aux acteurs et actrices américaines pour l'interprétation d'un rôle au théâtre de Broadway. Cette récompense est donnée annuellement par l'association des acteurs avec des fonds propres (Actors' Equity Association).

## Awards délivrés aux acteurs
- 1945 : Frederick O'Neal pour le rôle de Frank dans Anna Lucasta.
- 1946 : Paul Douglas  pour le rôle de Herry Brock dans Born Yesterday.
- 1947 : Tom Ewell  pour le rôle de Fred Taylor dans John Loves Mary.
- 1948 : Lou Gilbert pour le rôle de Charlie dans Hope Is a Thing with Feathers.
- 1949 : Ray Walston pour le rôle de voyageur de commerce dans Summer and Smoke.
- 1950 : Douglas Watson pour le rôle de jeune libéral dans Wisteria Trees.
- 1951 : Frederic Warriner pour le rôle de Soames dans Getting Married ; et Logan Ramsey pour le rôle de Willie Pentridge dans High Ground.
- 1952 : Iggie Wolfington pour le rôle de Chef dans Mrs. McThing.
- 1953 : David J. Stewart pour le rôle du Baron dans Camino Real.
- 1954 : David Lewis pour le rôle de Joe Wicks dans King of Hearts.
- 1955 : Fritz Weaver pour le rôle de Flaminero dans The White Devil.
- 1956 : Gerald Hiken pour le rôle de Telegen dans Uncle Vanya.
- 1957 : Ellis Rabb pour le rôle d'Alceste dans The Misanthrope.
- 1958 : George C. Scott pour le rôle de Richard III dans Richard III.
- 1959 : David Hurst (en) pour le rôle d'inspecteur de police dans Look After Lulu.
- 1960 : William Daniels pour le rôle de Peter dans Zoo Story.
- 1961 : Eric Christmas pour le rôle du Recteur Olive dans Little Moon of Alba.
- 1962 : Gene Wilder pour le rôle de valet de l'hôtel Dutch dans Complaisant Lover.
- 1963 : Gene Hackman pour le rôle de joueur de football dans Children from their Games.
- 1964 : Richard McMurray pour le rôle de rédacteur en chef dans A Case of Libel.
- 1965 : Jaime Sánchez pour le rôle de Jésus dans Conerico Was Here to Stay.
- 1966 : Christopher Walken pour le rôle du Roi Philippe de France dans The Lion in Winter ; et Tom Ahearne pour le rôle du maire dans Hogan's Goat (special citation).
- 1967 : Austin Pendleton pour le rôle d'Irwin Ingham dans Hail Scrawdyke ; et Philip Bosco pour le rôle de représentant du Lincoln Center dans The Alchemist (special citation).
- 1968 : David Birney pour le rôle de jeune troublé dans Summertree.
- 1969 : Ron O'Neal pour le rôle de Gabe dans No Place to be Somebody.
- 1970 : Jeremiah Sullivan pour le rôle de fossoyeur dans A Scent of Flowers.
- 1971 : James Woods pour le rôle de Lenny dans Saved.
- 1972 : Richard Backus pour le rôle de Wesley dans Promenade All.
- 1973 : Christopher Murney pour le rôle de Sylvester dans Tricks.
- 1974 : Thom Christopher pour le rôle de serveur dans Noel Coward dans 2 Keys.
- 1975 : Reyno pour le rôle de Lou dans The First Breeze of Summer.
- 1976 : Peter Evans pour le rôle de Richie dans Streamers.
- 1977 : Barry Preston pour le rôle du danseur dans Bubbling Brown Sugar.
- 1978 : Morgan Freeman pour le rôle de Zeke dans The Mighty Gents.
- 1979 : Richard Cox pour le rôle de Dan Danger dans Platinum.
- 1980 : Eric Peterson pour le rôle de Billy Bishop dans Billy Bishop Goes to War.
- 1981 : Bob Gunton pour le rôle de 21 personnages dans How I Got That Story.
- 1982 : Larry Riley pour le rôle du Soldat J. Memphis dans A Soldier's Play.
- 1983 : John Malkovich pour le rôle de Lee dans True West.
- 1984 : Peter Gallagher pour le rôle de Billy dans The Real Thing.
- 1985 : Bill Sadler pour le rôle de Sgt. Merwin J. Toomey dans Biloxi Blues.
- 1986 : John Mahoney pour le rôle d'Artie Shaughnessy dans The House of Blue Leaves.
- 1987 : Courtney B. Vance pour le rôle de Cory Maxson dans Fences.
- 1988 : B. D. Wong pour le rôle de Song Lilong dans M. Butterfly.
- 1989 : John Pankow pour le rôle d'Eamon dans Aristocrats.
- 1990 : Michael Jeter pour le rôle d'Otto Kringelein dans Grand Hotel.
- 1991 : Danny Gerard pour le rôle d'Arty dans Lost in Yonkers ; et James McDaniel pour le rôle de Paul Portier dans Six Degrees of Separation.
- 1992 : Patrick Fitzgerald pour le rôle de Sean O'Casey dans Grandchild of Kings.
- 1993 : Joe Mantello pour le rôle de Louis Ironson dans Angels in America.
- 1994 : Robert Stanton pour différents rôles dans All in the Timing.
- 1995 : Billy Crudup pour le rôle du tuteur dans Arcadia.
- 1996 : Ruben Santiago-Hudson pour le rôle de Canewell dans Seven Guitars.
- 1997 : Alan Tudyk pour le rôle d'Alan et de multiples autres rôles dans Bunny, Bunny.
- 1998 : Sam Trammell pour le rôle du fils dans Ah, Wilderness!.
- 1999 : Robert Sella pour le rôle de Clifford dans Side Man.
- 2000 : Derek Smith pour le rôle du Roi dans Green Bird et du bâtard dans King John.
- 2001 : David Burtka pour le rôle de garçon dans The Play About the Baby.
- 2002 : Sam Robards pour le rôle de Gustav Eberson dans The Man Who Had All the Luck.
- 2003 : Denis O'Hare pour le rôle de Mason Marzac dans Take Me Out.
- 2004 : John Tartaglia pour les rôles de Princeton et Rod dans Avenue Q.
- 2005 : Christian Borle pour les rôles de l’historien, Not Dead Fred, le garde français, le ménestrel et le Prince Herbert dans Monty Python's Spamalot.
- 2006 : Jason Ritter pour le rôle de Woodson Bull III dans Third.
- 2007 : Lin-Manuel Miranda pour le rôle d'Usnavi dans In the Heights.
- 2008 : Michael Esper pour le rôle de Skip dans Crazy Mary.
- 2009 : Aaron Tveit pour le rôle de Gabe Goodman dans Next to Normal.
- 2010 : Bill Heck pour le rôle de Horace Robedaux/Paul Horace Robedaux dans The Oprhans' Home Cycle.
- 2011 : Santino Fontana pour le rôle d'Algernon Moncrieff dans L'Importance d'être Constant.
- 2012 : Finn Wittrock pour le rôle de Happy Loman dans Mort d'un commis voyageur.
- 2013 : Michael Urie pour le rôle d'Alex More dans Boyer & Cellar.
- 2014 : Steven Boyer pour le rôle de Jason/Tyrone dans Hand to God.
- 2015 : Josh Grisetti pour le rôle de Marty Kaufman dans It Shoulda Been You.
- 2016 : Ben Platt pour le rôle de Evan Hansen dans Dear Evan Hansen.
- 2017 : Will Pullen pour le rôle de Jason dans Sweat.
- 2018 : Sean Carvajal pour le rôle de Angel Cruz dans Jesus Hopped the 'A' Train.
- 2019 : Ephraim Sykes pour le rôle de David Ruffin dans Ain't Too Proud.

## Awards délivrés aux actrices
- 1945 : Judy Holliday pour le rôle d'Alice dans Kiss Them for Me.
- 1946 : Barbara Bel Geddes pour le rôle de Genevra Langdon dans Deep Are the Roots.
- 1947 : Margaret Philips pour le rôle de Birdie Bagtry dans Another Part of the Forest.
- 1948 : Catherine Ayers pour le rôle de Susie dans Moon of the Caribbean.
- 1949 : Leora Dana pour le rôle d'Irma dans The Madwoman of Chaillot.
- 1950 : Gloria Lane pour le rôle de secrétaire dans The Consul.
- 1951 : Phyllis Love pour le rôle de Rose Delle Rose dans The Rose Tattoo.
- 1952 : Anne Meacham pour le rôle de l'enseigne Jane Hilton dans The Long Watch.
- 1953 : Jenny Egan pour le rôle de Mary Warren dans The Crucible.
- 1954 : Vilma Murer pour le rôle de Hilda Kranzbeck dans The Winner.
- 1955 : Vivian Nathan pour le rôle de Charwoman dans Anastasia.
- 1956 : Frances Sternhagen pour le rôle de l'héroïne shavienne dans The Admiral Bashville.
- 1957 : Joan Croydon pour le rôle d'aide domestique dans The Potting Shed.
- 1958 : Collin Wilcox Paxton pour le rôle d'Ellen Wells dans The Day the Money Stopped.
- 1959 : Lois Nettleton pour le rôle de Sheila O'Conner dans God & Kate Murphy.
- 1960 : Rochelle Oliver pour le rôle de Lily Berniers dans Toys in the Attic.
- 1961 : Rosemary Murphy pour le rôle de Dorothea Bates dans Period of Adjustment.
- 1962 : Rebecca Drake pour le rôle de Helen Cobb dans Who'll Save the Plowboy.
- 1963 : Jessica Walter pour le rôle de secrétaire dans Photo Finish.
- 1964 : Joyse Ebert pour le rôle d'Andromaque dans The Trojan Women.
- 1965 : Elizabeth Hubbard pour le rôle de Monica dans The Physicist.
- 1966 : Jean Hepple pour le rôle de serveuse dans Sgt. Musgraves Dance.
- 1967 : Reva Rose pour le rôle de Lucy dans You're a Good Man, Charlie Brown.
- 1968 : Catherine Burns pour le rôle de Monica dans The Prime of Miss Jean Brodie.
- 1969 : Marlene Warfield pour le rôle de maîtresse rejetée dans The Great White Hope.
- 1970 : Pamela Paton-Wright pour le rôle de Tillie dans The Effect of Gamma Rays on Man-in-the-Moon Marigolds.
- 1971 : Katherine Helmond pour le rôle de Bananas dans The House of Blue Leaves.
- 1972 : Pamela Bellwood pour le rôle de Jill Tanner dans Butterflies Are Free.
- 1973 : Mari Gorman pour le rôle de Jackie dans Hot L Baltimore.
- 1974 : Ann Reinking pour le rôle de Maggie dans Over Here.
- 1975 : Mary Beth Hurt pour le rôle de Prue dans Love For Love.
- 1976 : Nancy Snyder pour le rôle de Jeanne d'Arc dans Knock, Knock.
- 1977 : Rose Gregorio pour le rôle d'Agnes dans The Shadow Box.
- 1978 : Margaret Hilton pour le rôle d'Eve dans Molly.
- 1979 : Laurie Kennedy pour le rôle de Violet dans Man and Superman.
- 1980 : Dianne Wiest pour le rôle d'Elizabeth Barrow dans On the Art of Dining.
- 1981 : Mia Dillon pour le rôle de Babe Botrelle dans Crimes of the Heart.
- 1982 : Joann Camp pour le rôle de Skye Bullene dans Geniuses.
- 1983 : Dana Ivey pour le rôle de Monica Reed dans Present Laughter et de Melanie Garth dans Quartermaine's Terms.
- 1984 : Joan Allen pour le rôle de Hellen Stott dans And a Nightingale Sang.
- 1985 : Joanna Gleason pour le rôle de Pam dans A Day in the Death of Joe Egg.
- 1986 : Patti Cohenour pour le rôle de Rosa Bud dans The Mystery of Edwin Drood.
- 1987 : Annette Bening pour le rôle de Holly Dancer dans Coastal Disturbances.
- 1988 : Christine Estabrook pour le rôle de Sheila dans The Boys Next Door.
- 1989 : Mercedes Ruehl pour le rôle de Kate Sullivan dans Other People's Money.
- 1990 : Mary-Louise Parker pour le rôle de Rita dans Prelude to a Kiss.
- 1991 : Jane Adams pour le rôle de Deirdre McDavey dans I Hate Hamlet.
- 1992 : Tonya Pinkins pour le rôle d'Anita dans Jelly's Last Jam.
- 1993 : Ann Dowd pour le rôle de Miss Proserpine Garnett dans Candida.
- 1994 : Jeanne Paulen pour le rôle de Joleen Rowen dans The Kentucky Cycle.
- 1995 : Calista Flockhart pour le rôle de Laura dans The Glass Menagerie.
- 1996 : Lisa Gay Hamilton pour le rôle de Veronica dans Valley Song.
- 1997 : Allison Janney pour le rôle de Liz Essendine dans Present Laughter.
- 1998 : Juliana Soelistyo pour le rôle de Golden Child dans Golden Child.
- 1999 : Kristin Chenoweth pour le rôle de Sally Brown dans You're a Good Man, Charlie Brown.
- 2000 : Sherie Rene Scott pour le rôle d'Amneris dans Aida.
- 2001 : Spencer Kayden pour le rôle de Little Sally dans Urinetown.
- 2002 : Anne Hathaway pour le rôle de Lili dans Carnival!
- 2003 : Kerry Butler pour le rôle de Penny Pingleton dans Hairspray.
- 2004 : Anika Noni Rose pour le rôle d'Emmie Thibodeaux dans Caroline, or Change.
- 2005 : Ari Graynor pour le rôle d'Alison dans Brooklyn Boy.
- 2006 : Felcia P. Fields pour le rôle de Sofia dans The Color Purple.
- 2007 : Leslie Kritzer pour le rôle de Serena dans Legally Blonde: The Musical.
- 2008 : Zoe Kazan pour le rôle de Marie dans Come Back, Little Sheba, celui de Stella dans Things We Want et celui d'Abby dans 100 Saints You Should Know.
- 2009 : Quincy Taylor Bernstine pour le rôle de Salima dans Ruined.
- 2010 : Nina Arianda pour le rôle de Vanda Jordan dans La Vénus à la fourrure.
- 2011 : Tracee Chimo pour le rôle de Regan dans Bachelorette.
- 2012 : Susan Pourfar pour le rôle de Sylvie dans Tribes.
- 2013 : Annaleigh Ashford pour le rôle de Lauren dans Kinky Boots.
- 2014 : Whitney Bashor pour le rôle de Marian/Chiara dans
- 2015 : Phillipa Soo pour le rôle de Eliza Schuyler Hamilton dans Hamilton.
- 2016 : Alana Arenas pour le rôle de Cookie dans Head of Passes.
- 2017 : Katrina Lenk pour le rôle de Dina dans The Band's Visit.
- 2018 : Ashley Park pour le rôle de MwE dans KPOP et de Gretchen Wieners dans Mean Girls.
- 2019 : Sarah Stiles pour le rôle de Sandy Lester dans Tootsie.